# Jaskier skalny
Jaskier skalny (Ranunculus oreophilus M. Bieb.) – gatunek rośliny należący do rodziny jaskrowatych (Ranunculaceae Juss.). Występuje w Alpach, Apeninach, w górach Kaukaz, w Karpatach i na Wyżynie Krakowsko-Częstochowskiej. W Tatrach jest dość częsty.

## Morfologia

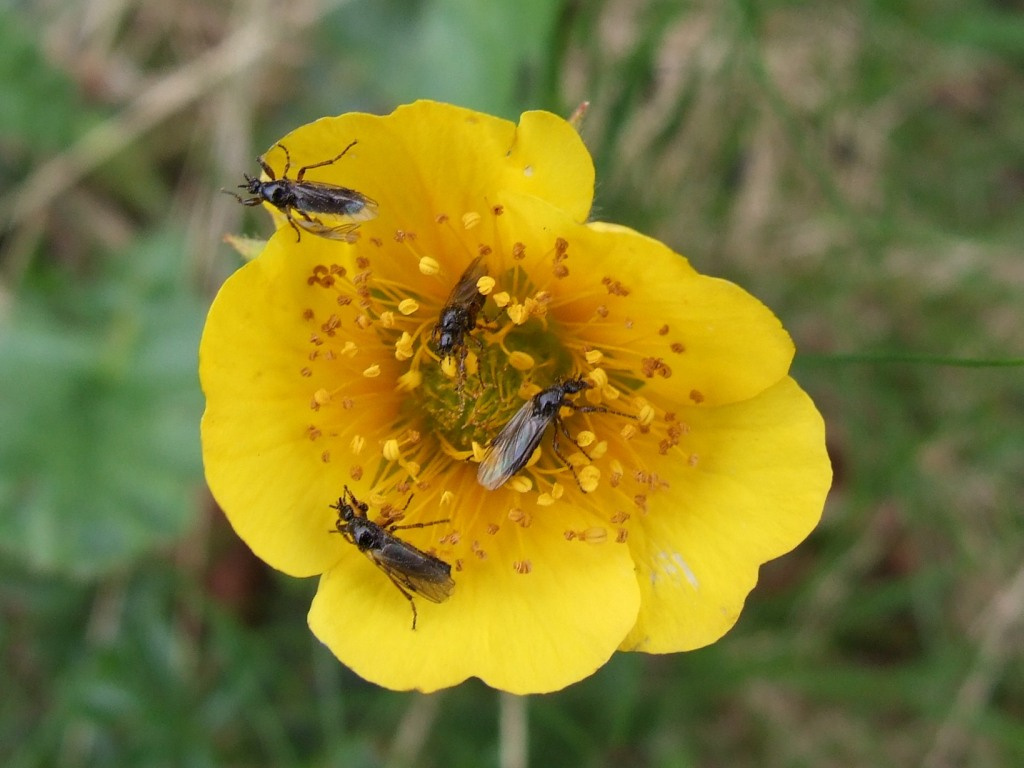
Kwiat jaskra skalnego zapylany przez owady

ŁodygaWzniesiona, naga, słabo rozgałęziająca się. Ma wysokość 10–30 cm. Pod ziemią krótkie kłącze.
LiścieDolne są 3–5 klapowe, o szerokojajowatych i zazębionych klapach, ich ogonki liściowe są ok. trzykrotnie dłuższe od blaszek. Liście łodygowe są 3-dzielne, o odcinkach lancetowatych i całobrzegich. Liście ciemnozielone.
KwiatyNa jednej łodydze wyrastają zwykle 1–3 duże kwiaty na obłych szypułkach. Są one 5-płatkowe, żółtego koloru i typowej dla jaskrów budowy – z licznymi pręcikami i słupkami. Miodnik przykryty jest zastawką o długości większej od szerokości i często wyciętą na końcu. Dno kwiatowe jest całe owłosione, czasami tylko zdarza się, że jest silnie owłosione u nasady i na szczycie, a łyse w środku.
OwocLiczne niełupki zebrane w półkulisty, nagi owoc zbiorowy o długości nie większej od szerokości.
Gatunki podobneRoślina jest podobna do jaskra górskiego (R. montanus), ale liście są na liniowych łodygach, kwiaty są mniejszych rozmiarów, a dno kwiatowe jest owłosione.

## Biologia i ekologia
- Bylina. Kwitnie od maja do lipca i jest owadopylny.
- Siedlisko: hale górskie, piargi, naskalne murawy, upłazy, szczeliny skalne. Występuje głównie na wapiennym podłożu.
- W klasyfikacji zbiorowisk roślinnych gatunek charakterystyczny dla Ass. Seslerion tatrae i gatunek wyróżniający dla Ass. Phyteumo-Trifolietum[7].
- Liczba chromosomów 2n= 16[8]
- Roślina trująca.

## Zagrożenia
Roślina umieszczona na Czerwonej liście roślin i grzybów Polski (2006) w grupie gatunków wymierających na izolowanych stanowiskach, poza głównym obszarem występowania (kategoria zagrożenia [E]).